# Piotr Słowikowski (dziennikarz)
Piotr Słowikowski (ur. 9 marca 1949 w Łodzi) – polski dziennikarz i publicysta.

## Życiorys
Słowikowski uczył się w Szkole Podstawowej nr 20 przy ul. Jaracza, następnie w Szkole Podstawowej nr 173 przy ul. Sienkiewicza, a następnie do Podstawowej Szkoły Muzycznej przy Placu Zwycięstwa 2. Następnie ukończył naukę w Liceum Ogólnokształcącym nr 3 w Łodzi. Następnie studiował filologię polską (specjalizacja – teatrologia) na Uniwersytecie Łódzkim, gdzie w 1972 obronił pracę magisterską, napisaną pod kierunkiem Stefani Skwarczyńskiej, zatytułowaną „Krakowska i Łódzka inscenizacja „Króla Edypa” Sofoklesa (1968 i 1970) na tle historii mitu o Edypie w dramacie europejskim i teatrze polskim”. W tym samym roku został redaktorem audycji „Wesoły Autobus” Rozgłośni Polskiego Radia w Łodzi, a następnie prowadził dział listów i interwencji. W 1974 podjął współpracę z Łódzkim Ośrodkiem Telewizyjnym jako redaktor programów dokumentalnych – pracował w Redakcji Programów Rozrywkowych (1974–1976), a następnie w Redakcji Publicystyki Kulturalnej (od 1976), z czasem zostając publicystą. W swoich programach zajmował się tematyką katolicką, a także działalnością artystyczną – bohaterami jego programów często byli artyści. W 2009 przeszedł na emeryturę.
Słowikowski publikował recenzje teatralne w tygodniku „Odgłosy” (1976–1979), felietony w „Kalejdoskopie” (1976–1977, 2000–2007) orz artykuły w „Scenie” i magazynie „Kultura i Biznes”.

### Życie prywatne
Słowikowski jest synem Bolesława Słowikowskiego – księgowego w zakładach Eitingtona, a następnie kierownika działu zbytu w Zakładach Przemysłu Bawełnianego im. Juliana Marchlewskiego i Czesławy z domu Woźniak – nauczycielki i kierowniczki Szkoły Podstawowej nr 132. Rodzina mieszkała przy ul. Strzelczyka 32/9 w Łodzi. Jego bratem był poeta Janusz Słowikowski.
Słowikowski ma żonę Ewę oraz dwóch synów – Adama i Mateusza.

## Cykle telewizyjne Słowikowskiego

### Autorskie cykle Piotra Słowikowskiego
- „Artyści – Galerie” (1983–1993),
- „Biała broń (1986),
- „Dom, poduchy i Kaczuchy” (2001),
- „Homo creator” (2007–2009),
- „Niedziela w pościelach” (2000–2001),
- „Piątek – koniec i początek” (2000–2001),
- „Rekwizyty historii” (1994–1999),
- „Skala wrażliwości” (1999–2000),
- „Spotykalnia – Czuły punkt” (1998–1999),
- „Stowarzyszenie Księgariuszy” (2005).
- „Twórcy” (1993-1999)[1].

### Cykle wspólne, współtworzone przez Piotra Słowikowskiego
- „Depozyt Wiary” (od 1995),
- „Impresje” (1999–2007),
- „Maksymalnie Kulturalnie” (2007–2010),
- „Mój świat” (1994–2001),
- „Nauka i kamera” (2000–2001),
- „Witryna Sztuki” (1999–2000),
- „Z historią na Ty” (1999–2000)[1].

## Odznaczenia
- Odznaka „Za Zasługi dla Miasta Łodzi” za programy telewizyjne o tematyce łódzkiej (2002),
- Dyplom i Honorowa Odznaka za wieloletnią współpracę na rzecz Okręgu Łódzkiego Związku Polskich Artystów Plastyków (2005),
- Złoty Krzyż Zasługi (2006),
- Medal „Zasłużony dla Łowiectwa Okręgu Łódzkiego” w 85-lecie PZŁ (2007),
- Srebrna Honorowa Odznaka Przyjaciół Harcerstwa (2008)[1].

## Nagrody
- Nagroda Przewodniczącego Komitetu ds. Radia i Telewizji za walory poznawcze i interesującą formę serialu Telewizji Polskiej pt. „Biała broń” (Warszawa 1988),
- Nagroda im. Krzysztofa Dąbrowskiego za twórczość telewizyjną o tematyce archeologicznej i bronioznawczej, prezentowaną w programach ogólnopolskich i regionalnym, przyznana przez Zarząd Główny Stowarzyszenia Archeologów Polskich (1994),
- Grand Prix, Zakopane 1996, na Przeglądzie Filmów o Sztuce Zakopane 1996 za najlepszy film pt. „Notes Jerzego Dudy-Gracza” (Zakopane 1996),
- Nagroda Wojewody Łódzkiego za telewizyjny dorobek twórczy w prezentacji kultury w telewizji i inicjatywę programów pt. „Czuły punkt” (1998)[1].